# 十和田市立沢田小学校
十和田市立沢田小学校（とわだしりつ さわだしょうがっこう）は、青森県十和田市の旧上北郡十和田湖町域にある公立小学校。

## 沿革
- 1874年（明治7年） - 沢田村東光寺に沢田小学創立。
- 1879年（明治12年） - 水尻に民家を購入し、移転。同年、三日市分校設置。
- 1886年（明治19年） - 沢田尋常小学校と改称。
- 1890年（明治23年） - 三日市分校廃止。
- 1893年（明治26年） - 高等小学校を併置し、沢田尋常高等小学校と改称。
- 1897年（明治30年）1月7日 - 大字沢田字田屋の新校舎に移転。
- 1913年（大正2年）1月21日 - 火事で焼失。
- 1914年（大正3年）
  - 5月28日 - 校歌制定。
  - 7月30日 - 大字沢田字田屋29番地（現在地）に校舎新築移転。
- 1926年（大正15年） - 農業補習学校併置。
- 1935年（昭和10年）4月1日 - 青年訓練所充当沢田農業補習学校が、公立沢田青年学校となる。
- 1941年（昭和16年）4月1日 - 国民学校令により、沢田国民学校と改称。
- 1947年（昭和22年）4月1日 - 学制改革により、十和田村立沢田小学校と改称。同日、沢田中学校を併置し、高等科生を中学校に移籍。
- 1948年（昭和23年）3月31日 - 青年学校閉校。
- 1954年（昭和29年）11月25日 - 新校舎竣工。
- 1955年（昭和30年）4月1日 - 十和田村の町制施行により、十和田町立沢田小学校と改称。
- 1962年（昭和37年）6月29日 - 中学校校舎新築工事完了。その後移転[1]。
- 1967年（昭和42年）9月 - プール竣工。
- 1975年（昭和50年）4月1日 - 町名変更により十和田湖町立沢田小学校と改称。
- 1981年（昭和56年）12月 - 校舎新築。
- 1998年（平成10年）8月 - 体育館床改修。
- 2004年（平成16年）9月 - 下水道接続工事完了。
- 2005年（平成17年）1月1日 - 十和田湖町が十和田市に合併と校名変更により、十和田市立沢田小学校と改称。
- 2016年（平成28年）1月 - 校舎屋上防水改修工事完了。
- 2024年（令和6年）10月26日 - 創立150周年記念式典挙行[2]。

## 学区
- 大字沢田[3]

## 周辺
- 若宮八幡宮 - 十和田市道をはさんで、敷地が隣接。
- 十和田市立第一中学校（2024年4月1日、旧十和田西高校（2023年3月31日閉校）校舎に移転[4]。）
- 東日本電信電話（NTT東日本）沢田電話交換所
- 十和田市消防団第7分団
- 陸奥沢田郵便局
- 青森県道166号中ノ渡十和田線

## アクセス
- 十和田観光電鉄バス十和田線で、「第一中学校前」（旧:十和田西高前[5]）バス停下車後、学校正門まで、
  - 十和田市まちなか交通広場方面元町東行のりばから、徒歩約85m・約1分。
  - 焼山方面渓流館行のりばから、徒歩約135m・約2分。

## 参考資料
- 『青森県教育史 別巻』（青森県教育委員会・1973年12月20日発行）「学校沿革 小学校」811頁「沢田小学校」（昭和29年の記載分まで）